# Deinopis madagascariensis
Deinopis madagascariensis är en spindelart som beskrevs av Lenz 1886. Deinopis madagascariensis ingår i släktet Deinopis och familjen Deinopidae.
Artens utbredningsområde är Madagaskar. Inga underarter finns listade i Catalogue of Life.